# ヴァルデマル・バシャノフスキ
ヴァルデマル・バシャノフスキ（ポーランド語: Waldemar Romuald Baszanowski、1935年8月15日 - 2011年4月29日）は、ポーランドのウエイトリフティング選手。クヤヴィ＝ポモージェ県グルジョンツ出身。
1964年東京オリンピックと1968年メキシコシティーオリンピックの重量挙げ競技で優勝しオリンピック2連覇を達成した選手である。現役時代の間に24度世界記録を更新している。1993年に国際ウエイトリフティング連盟殿堂入りしている。1999年から2008年までヨーロッパ重量挙げ連盟の会長を務めていた。